# سیارک ۸۸۶۰
سیارک ۸۸۶۰ (به انگلیسی: 8860 Rohloff، نامگذاری:1991TE5) هشت هزار و هشتصد و شصتمین سیارک کشف شده‌است که در ۵ اکتبر ۱۹۹۱ کشف شد.
قدر مطلق سیارک برابر ۱۲٫۹۰ است.